# شون ذا شيب (فلم)
شون ذا شيب هو فيلم مغامرة تم إنتاجه في المملكة المتحدة وصدر في سنة 2015. من بطولة أوميد جليلي.
تبدأ القصة عندما أراد شون ورفاقه اخد يوم اجازة فقرروا ان ياخدوا الراعي بعد تنويمهم إلى عربة صغيرة ولكن سرعان مايوقفهم الكلب بيتزر، ولما حولوا فتح العربة انزلقة متجهة نحو المدينة، الآن على بيتزر وشون ورفاقه البحت عن سيدهم الراعي.

## الميزانية والإيرادات
بلغت تكلفة إنتاج الفيلم حوالي 25 مليون دولار بينما حقق إيرادات تقدر بـ 83.475 مليون دولار.
هو عبارة عن فيلم جاءت قصته من شخص إنجليزي يدعى ديفيد جونسون كان يحب رعي الغنم في بريطانيا.

## وصلات خارجية
- شون ذا شيب على موقع IMDb (الإنجليزية)
- شون ذا شيب على موقع ميتاكريتيك (الإنجليزية)
- شون ذا شيب على موقع روتن توميتوز (الإنجليزية)
- شون ذا شيب على موقع قاعدة بيانات الأفلام العربية
- شون ذا شيب على موقع ألو سيني (الفرنسية)
- شون ذا شيب على موقع أول موفي (الإنجليزية)
- شون ذا شيب على موقع بوكس أوفيس موجو (الإنجليزية)
- شون ذا شيب على موقع فيلمافينيتي (الإسبانية)
- شون ذا شيب على موقع قاعدة بيانات الأفلام السويدية (السويدية)
- شون ذا شيب على موقع قاعدة بيانات الفيلم (الإنجليزية)